# Rozumienie
Osoba X rozumie przedmiot Y, gdy zna sens przedmiotu Y. W szczególności osoba X rozumie wyrażenie Y, gdy zna sens wyrażenia Y. 
Zwłaszcza w pierwszym znaczeniu pojęcie "rozumienia" stało się przedmiotem szczególnego zainteresowania nie tylko pragmatyki logicznej, ale też pewnych kierunków filozoficznych (hermeneutyka) oraz metodologii nauk humanistycznych, zwłaszcza historycznych. Dla metodologii nauk humanistycznych szczególne znaczenie ma bowiem interpretacja, czyli proces czynności prowadzących do zrozumienia danego przedmiotu.

## Rozumienie znaków językowych a rozumienie innych przedmiotów
Termin "sens" w powyższej definicji rozumienia znaku językowego użyty został w znaczeniu węższym i ściślejszym, jako spełnianie pewnych funkcji pragmatycznych czy semantycznych przez dane wyrażenie. Użytkownik danego wyrażenia rozumie więc to wyrażenie, gdy zna jego funkcje pragmatyczne i semantyczne. Gdy użytkownik danego wyrażenia (w szczególności jego odbiorca) rozumie to wyrażenie, mówi się, że zajmuje on wobec niego pozycję komprehensywną. Jako pewna relacja między wyrażeniem językowym a jego nadawcą/odbiorcą rozumienie wyrażenia językowego jest relacją pragmatyczną.
W definicji rozumienia dowolnego przedmiotu termin "sens" użyty został w znaczeniu szerszym i bardziej nieokreślonym. Przez sens danego przedmiotu można rozumieć przede wszystkim jego istotę, jego budowę/strukturę lub jego uwarunkowania. Tak np. rozumie się uczucie trwogi, wiedząc, jaka jest jego istota; rozumie się mechanizm maszyny do pisania, wiedząc, jaka jest jego budowa; rozumie się ruch obrotowy Ziemi, znając jego przyczyny.

## Stopniowalność rozumienia
Tak rozumienie wyrażenia językowego, jak i rozumienie dowolnego przedmiotu, jest stopniowalne. 
Ktoś rozumie dany znak językowy tym lepiej, im więcej uświadamia sobie jego funkcji semiotycznych. Tym lepiej więc ktoś rozumie zdanie, im więcej zna jego konsekwencji, tym lepiej rozumie daną nazwę, im więcej uświadamia sobie innych nazw, w których jest ona zawarta. Można wyróżnić także inne kryteria rozumienia wyrażeń, subiektywne (subiektywne poczucie, że dane wyrażenie się rozumie) i obiektywne (umiejętność dokonywania na danym wyrażeniu pewnych operacji). Wśród kryteriów obiektywnych wyróżnić można np. kryterium kompozycyjne, tj. umiejętność włączania rozumianego wyrażenia do innego wyrażenia jako jego członu, kryterium definicyjne, tj. umiejętność adekwatnego zdefiniowania rozumianego wyrażenia, czy też kryterium behawioralne, tj. umiejętność wywołania przez użycie rozumianego wyrażenia określonego zachowania w jego odbiorcy. 
Kryterium subiektywne rozumienia nie jest kryterium w sensie ścisłym, gdyż jako subiektywne poczucie nie można go obserwować z zewnątrz. Mimo tego zazwyczaj uważa się je za warunek konieczny (choć nie wystarczający) rozumienia. Natomiast kryteria obiektywne mogą być zawodne, a ponadto niewystarczające (gdy spełnione są bez subiektywnego poczucia rozumienia, np. przez jakiś mechanizm).